# 羅傑·米拉
阿尔伯特·罗杰·米拉（英語：Albert Roger Miller，1952年5月20日—）是喀麦隆著名退役足球运动员，司职前锋。
米拉是最早在国际赛场有出色表现的非洲球星之一，他代表喀麦隆国家队兩次贏得非洲國家盃、三次出现在世界杯赛场上，並在38岁之际，一個大多数球星已经选择退役的年龄，在1990世界盃确立了国际足坛的球星地位：他射入4个进球帮助喀麦隆队打入世界盃8强，這不僅是喀麥隆，更是非洲國家第一次的世界盃8強。也就是在这届世界杯上，大龄的他博得了「米拉大叔」的尊称。

## 俱乐部生涯
米拉出生在喀麦隆首都雅温得，由于他父亲在铁路系统工作童年经常搬家。他13岁时签约的第一支杜阿拉的足球俱乐部，尽管年龄稍小，但米拉出众的技术和得分能力很快便在球队中脱颖而出。在18岁时候随杜阿拉的另一支足球队夺得了喀麦隆国内的联赛冠军，这也是米拉职业生涯获得的第一个冠军。
在1976年，米拉转会去了雅温得霹雳，这一年他荣获了非洲足球先生的荣誉。
在1977年他转战欧洲赛场，加盟了法国球队瓦朗谢讷为球队效力的两个赛季。到了1979年他转会去了法甲大球会摩纳哥但是在球队中一直游走在板凳和伤病名单中。翌年，他转投巴斯蒂亚但是仍然不如意。最终到了1984年他在另外一支法甲球队圣艾蒂安找到了良好的状态和明星级水准的发挥。在1986年至1989年期间，米拉成为了他效力的俱乐部球队蒙彼利埃的核心球员并且在退役后成为这支法国球队教练组的成员。米拉在法国联赛总共射入了111个进球。

## 国家队
当米拉在法国踢球的时候，在1978年世界盃的資格賽時他第一次代表喀麦隆国家队出现在国际赛场上。米拉是喀麦隆首次通過世界盃資格賽的重要成員之一，他在1982年世界杯的非洲區資格賽中進了六球成為神射手。到了世界盃正賽，他在首场和秘鲁国家队的比赛中打进一球但被判无效，最终喀麦隆在小组赛中3场皆平，被同樣是三場平手的義大利淘汰出局。两年之后，米拉作为喀麦隆1984年洛杉矶奥运会的足球代表队成员参加了那一届的男足比赛。

### 80年代中後期
米拉是代表喀麥隆參加1984、1986、1988連續三屆非洲盃打進決賽的主力前鋒：1984年米拉只在小組賽最後一場進了一球幫助喀麥隆出線淘汰賽，最後喀麥隆奪冠而回、1986年除了和埃及隊0-0平手的決賽之外他每場皆有進球，但喀麥隆最終是在12碼大戰落敗，身為賽事神射手的米拉被評選為賽事最佳球員、1988年他連莊了神射手的寶座，雖然沒有再次獲得賽事最佳球員的獎項，但也連續第二次入選賽事最佳陣容。這三次大賽連續打進決賽，米拉可以說是居功厥偉，此時已經36歲的他第一次宣布退出國家隊。

### 1990年世界杯
在1990年，喀麥隆在非洲盃表現糟糕，身為衛冕冠軍卻在小組賽早早出局。此時米拉接到了喀麦隆总统保罗·比亚亲自打来的一通电话，想请他再次出山重归国家队，比亞甚至發了一道行政命令要求總教練瓦列里·涅波姆尼亚奇一定要把米拉加進世界盃陣容。最终米拉接受了总统的请求，并和「非洲雄狮」一同出现在意大利的1990年世界杯赛场。
38岁高龄的米拉成为了这届赛事最出名的球星之一。在意大利的赛场上他一共射入了4个进球，每一次都前往角球区以他独有的舞蹈方式庆祝进球也成为世界杯的一道亮点。
4个进球中有2个是在小组赛第二场对垒罗马尼亚国家队时所打入的，這場2-1勝利讓喀麥隆提前一輪確定小組第一出線；还有两个是在16强对阵哥伦比亚足球队时在加时赛所打入的：當時延長賽下半場一開始米拉就從左側連續晃過三個哥倫比亞球員先進了打破僵局的一球，隨後哥倫比亞全員前壓強攻試圖扳平比分，守門員勒内·伊基塔把球帶到了中圈附近，結果米拉直接從伊基塔腳下把球搶走後運球至禁區邊緣射空門得手。米拉大叔用4个锁定胜局的关键进球帮助喀麦隆历史上首次杀入世界杯8强，这也是當時非洲球队在世界杯上所获得的最好名次了（随后塞内加尔在韩日世界杯与加纳国家队在2010南非世界杯也进入了8强，一直要到2022年世界盃時摩洛哥才首次進入四強 )。
在八強赛中喀麦隆面对英格兰队，米拉再次证明了自己超级替补的传奇，下半场替补上场后不久他突入禁區被犯規讓隊友拿到了追平比分的十二碼，随后他又在一次精彩的小組配合中協助Eugène Ekéké攻進超前分，但最终在第83分钟和加时赛阶段萊尼克爾的两个十二碼幫助英格蘭贏下这场世界杯史上的经典比赛。米拉因為體力問題並不是先發出賽，然而他在場上的短短250分鐘內，換言之是三場不到的時間就打進四球，另外製造一個十二碼，其進攻端的高效率令人驚佩，讓人難以想像這是一個38歲老將。
最後他和上場接近700分鐘的萊尼克爾以四球一助攻（在國際足總主辦的賽事中，若球員被犯規使其隊伍獲得十二碼，且由該球員的隊友主罰進球，則被犯規的球員會被計上一次助攻）的成績並列銅靴獎，並入選全明星隊，至今仍是世界杯歷屆全明星隊中第二老的球員和最老的前場球員，僅次於1982世界盃的佐夫，其在40歲高齡以守門員身分入選該屆最佳陣容。

### 1994年世界杯
米拉再次参加了1994年美国世界杯，他以42岁的年龄刷新了参加世界杯年龄最大球员的纪录，这届世界杯喀麦隆队在小组赛阶段就遭到了淘汰，但是在和俄罗斯国家队的比赛中，米拉打入一球从而打破了由他自己保持的世界杯年纪最大的进球者的纪录。
賽後米拉第二次退出國家隊，當時他的五次世界盃進球是非洲球員史上最多，不過這個紀錄現在已經被迦納的阿萨莫阿·吉安在2014年超越，而埃萨姆·埃尔-哈达里在2018年也打破了米拉保有的世界盃最老參賽球員的紀錄，不過世界盃的最老進球球員紀錄仍由米拉保持。

## 退役之后
现在的米拉是位非洲问题的巡回大使，米拉在足球场上的辉煌为他赢得了荣誉和人气。有意思的是，在喀麦隆的一次地区长官的选举中，米拉居然赢得了过万张的选票，这一结果也超过了所有的参选政客。但是，米拉却并不愿意与政治打交道，作为喀麦隆和反艾滋病协会的巡回大使，他将自己的大部分精力投入到解决非洲问题上。在2004年，他入选了球王贝利在国际足联100周年之际所编写的FIFA 100在世最伟大的125位球星。2007年1月14日，非洲足联公布了票选近50年非洲最佳球员的结果。米拉大叔最终压倒埃及足坛常青树霍塞姆·哈桑，获得了50年最佳的殊荣。
2006年世界盃足球賽時為技術研究小組成員。